# Edward Wyndham (2e baronnet)
Edward Wyndham, 2e baronnet (c.  1667 – 29 juin 1695), de Orchard Wyndham, Somerset, est un homme politique britannique.

## Biographie
Il est député pour Ilchester, Somerset, de 1685 à 1687 et de 1689 à 1695.
Il est le quatrième et le seul fils survivant de William Wyndham (1er baronnet) (c. 1632 – 1683) de Orchard Wyndham, député et Shérif de Somerset en 1679-1680, et de sa femme Frances Hungerford, fille d'Antoine Hungerford de Farleigh Castle, Somerset.
Wyndham épouse Katherine Leveson-Gower, fille de William Leveson-Gower (4e baronnet). Son successeur est son fils, William Wyndham (c. 1688 – 1740).